# Fairbanks Ice Dogs
Fairbanks Ice Dogs är ett amerikanskt juniorishockeylag som spelar i North American Hockey League (NAHL) sedan 2003. De grundades dock redan 1997 för spel i Western States Hockey League (WSHL) för att vara ett ersättningslag till Alaska Gold Kings som lades ner under våren det året. Mellan 2000 och 2001 spelade de i både Northern Pacific Hockey League (Norpac) och America West Hockey League (AWHL). 2001 blev de fullvärdiga medlemmar i AWHL och var där fram till 2003 när AWHL blev en del av NAHL. De spelar sina hemmamatcher i inomhusarenan Big Dipper Ice Arena, som har en publikkapacitet på 2 242 åskådare vid ishockeyarrangemang, i Fairbanks i Alaska. Ice Dogs har vunnit Robertson Cup tre gånger, som delas ut till det lag som vinner NAHL:s slutspel, för säsongerna 2010–2011, 2013–2014 och 2015–2016.
De har ännu inte fostrat någon nämnvärd spelare.